# Катарін Меррі
Катарін Меррі  (англ. Katharine Merry, 21 вересня 1974) — британська легкоатлетка, олімпійська медалістка.

## Виступи на Олімпіадах
| Олімпіада    | Дисципліна              | Місце     |
| ------------ | ----------------------- | --------- |
| Атланта 1996 | біг на 200 метрів       | 5 h2 r2/4 |
| Атланта 1996 | естафета 4 x 100 метрів | 8         |
| Сідней 2000  | біг на 400 метрів       | 3         |
| Сідней 2000  | естафета 4 x 400 метрів | 6         |

## Зовнішні посилання
- Досьє на sport.references.com [Архівовано 25 травня 2012 у Wayback Machine.]